# Округ Лемхај (Ајдахо)
Лемхај (енгл. Lemhi County) је округ у америчкој савезној држави Ајдахо.

## Демографија
По попису из 2010. године број становника је 7.936, што је 130 (1,7%) становника више него 2000. године.
| Група             | 2000.         | 2010.         |
| Белци             | 7.452 (95,5%) | 7.543 (95,0%) |
| Афроамериканци    | 8 (0,1%)      | 18 (0,2%)     |
| Азијати           | 14 (0,2%)     | 30 (0,4%)     |
| Хиспаноамериканци | 170 (2,2%)    | 181 (2,3%)    |
| Укупно            | 7.806         | 7.936         |